# Johan Duijck
Johan Duijck (1954) es un compositor y director de música de Bélgica.
Es director del Coro de Radio Flamenca, del Coro de la Academia de Saint Martin in the Fields en Londres y del Gents Madrigaalkoor. Regularmente es convocado como director invitado de agrupaciones como la Orquesta Sinfónica Real de Sevilla, la Dartington Festival Orchestra, el Coro de Radio Danés y otros. Como compositor, se dedica preferentemente al piano y la música coral. Sus obras Alma de la música y The Well-Tempered Pianist han recibido aclamación internacional.[cita requerida]
Tiene también una importante reputación pedagógica como profesor de piano y director de coro en el Royal College of Music de Ghent y en la Queen Elisabeth Music Chapel. A su vez, en España dirige la academia de coro de la Euskalerriko Abesbatzen Elkartea y enseña dirección coral en la Escola Superior de Música de Catalunya.